# Entença
Entença – stacja metra w Barcelonie, na linii 5. Stacja została otwarta w roku 1969.